# Batalha de Steenkerque
A Batalha de Steenkerque, também conhecida como Steenkerke, Steenkirk, Steynkirk ou Steinkirk foi travada em 3 de agosto de 1692, durante a Guerra dos Nove Anos, perto de Steenkerque, então parte dos Países Baixos Espanhóis, mas agora na moderna Bélgica. Uma força francesa sob o comando do Marechal François-Henri de Montmorency, duque de Luxemburgo, repeliu um ataque surpresa de um Exército da Grande Aliança (Liga de Augsburgo) liderado por Guilherme de Orange. Após várias horas de luta pesada, os aliados foram forçados a recuar, embora um contra-ataque francês tenha se mostrado infrutífero.

## Antecedentes
Luxemburgo já havia alcançado seu objetivo principal para 1692 ao capturar Namur em junho e queria evitar a batalha. Portanto, ele adotou uma forte posição defensiva voltada para o noroeste, com sua direita ancorada no Rio Senne em Steenkerque e sua esquerda perto de Enghien, assumindo que os aliados não ousariam atacá-lo. Essa abordagem estava de acordo com a sabedoria tática aceita na época, com batalhas consideradas muito arriscadas e imprevisíveis, a menos que houvesse uma chance clara de derrotar o inimigo.
Guilherme de Orange havia substituído o Príncipe Georg Friedrich de Waldeck como comandante do Exército da Grande Aliança (Liga de Augsburgo), que estava acampado em Halle. Ele provavelmente teria feito o que Luxemburgo esperava e não arriscado um ataque se não tivesse visto uma oportunidade de pegar os franceses de surpresa. Assim, antes do amanhecer de 3 de agosto, ele ordenou que suas tropas se movessem contra a direita francesa.
Guilherme havia preparado o ataque minuciosamente. 300 cavalarianos e dragões cuidadosamente escolhidos tomaram posições a uma curta distância do acampamento do exército francês. Os franceses não prestaram atenção a eles, pois presumiram que eram tropas de cobertura para forrageadores aliados. Na realidade, eles serviram para permitir que 800 pioneiros equipados com machados e pás alargassem caminhos na floresta, preenchessem valas e fizessem passagens em sebes sem serem notados. Assim que os pioneiros terminassem seu trabalho, o tenente-general Ferdinand Willem, Duque de Württemberg-Neuenstadt tomaria posse de Steenkerke com uma vanguarda de 5.000 a 6.000 soldados de infantaria holandeses, ingleses, dinamarqueses e alemães, além da artilharia com seis canhões baixos de três libras e dez peças regimentais. Depois que os franceses fossem expulsos, ele teria que resistir lá até que o resto do exército chegasse.
O ataque principal seria realizado por três colunas de assalto:
A primeira coluna sob o comando de Walrad, Príncipe de Nassau-Usingen, com uma força de 8.000 homens, composta pela brigada inglesa de George Ramsay e pela brigada holandesa de François Nicolas Fagel.
A segunda coluna, comandada pelo Estatuder da Frísia, Henrique Casimiro II de Nassau-Dietz, com uma força de 6.000 a 7.000 homens, composta pelas brigadas holandesas de Salisch e l'Ecluse.
A terceira coluna sob Hendrik Trajectinus, Conde de Solms, com uma força de 11.000 homens, compreendia os guardas holandeses, ingleses e escoceses, a Brigada Inglesa de Charles Churchill e a brigada dinamarquesa de Ellenberger.
Cada coluna de assalto era equipada com seis canhões longos de três libras e 12 peças regimentais. 15.000 cavaleiros sob o comando de Godert de Ginkel, 1º Conde de Athlone, tinham a ordem de seguir a infantaria e apoiar seu ataque sempre que possível.

## Batalha

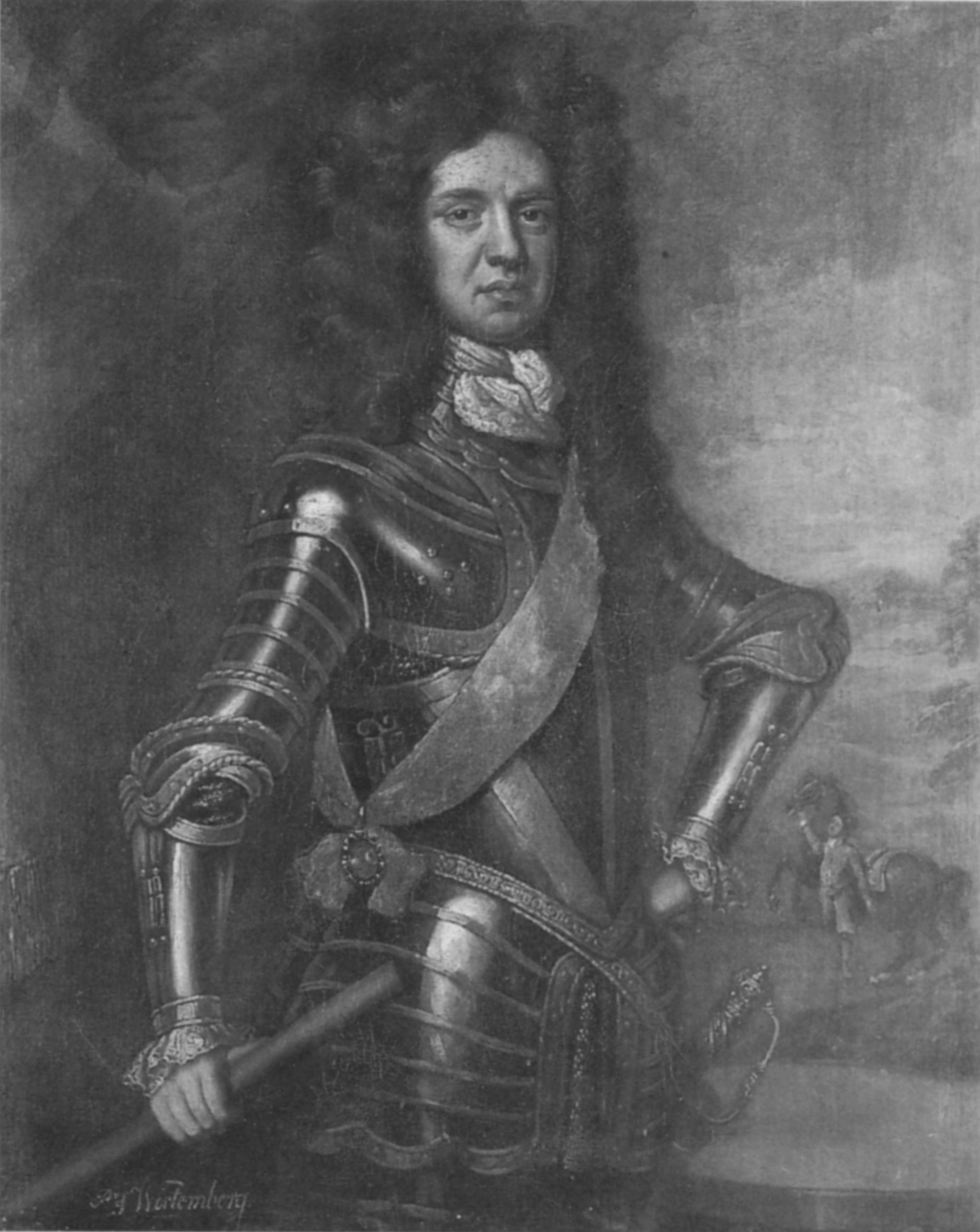
Duque de Württemberg

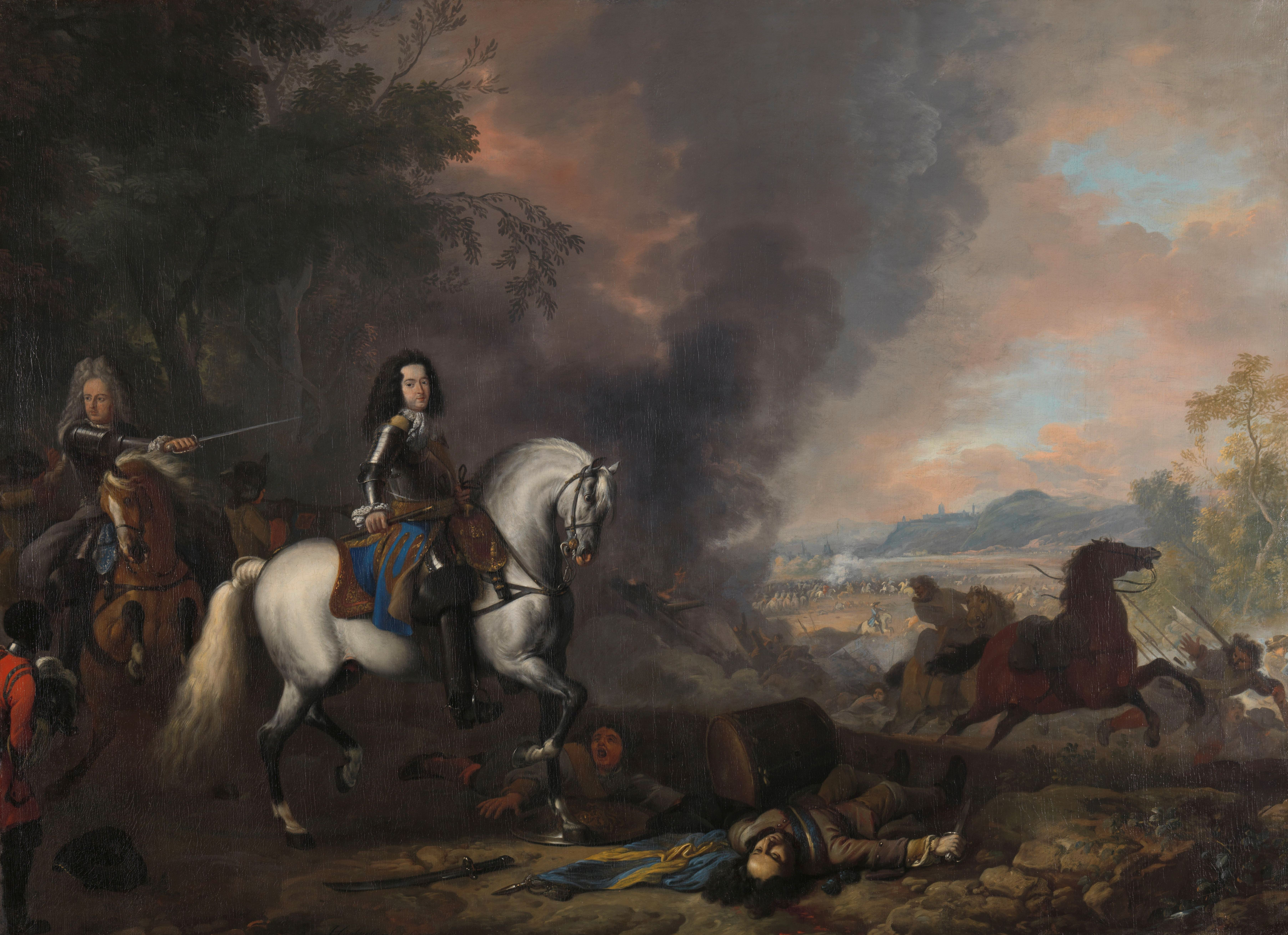
Henrique Casimiro II de Nassau-Dietz, na batalha. Por Jan van Huchtenburg, 1692.

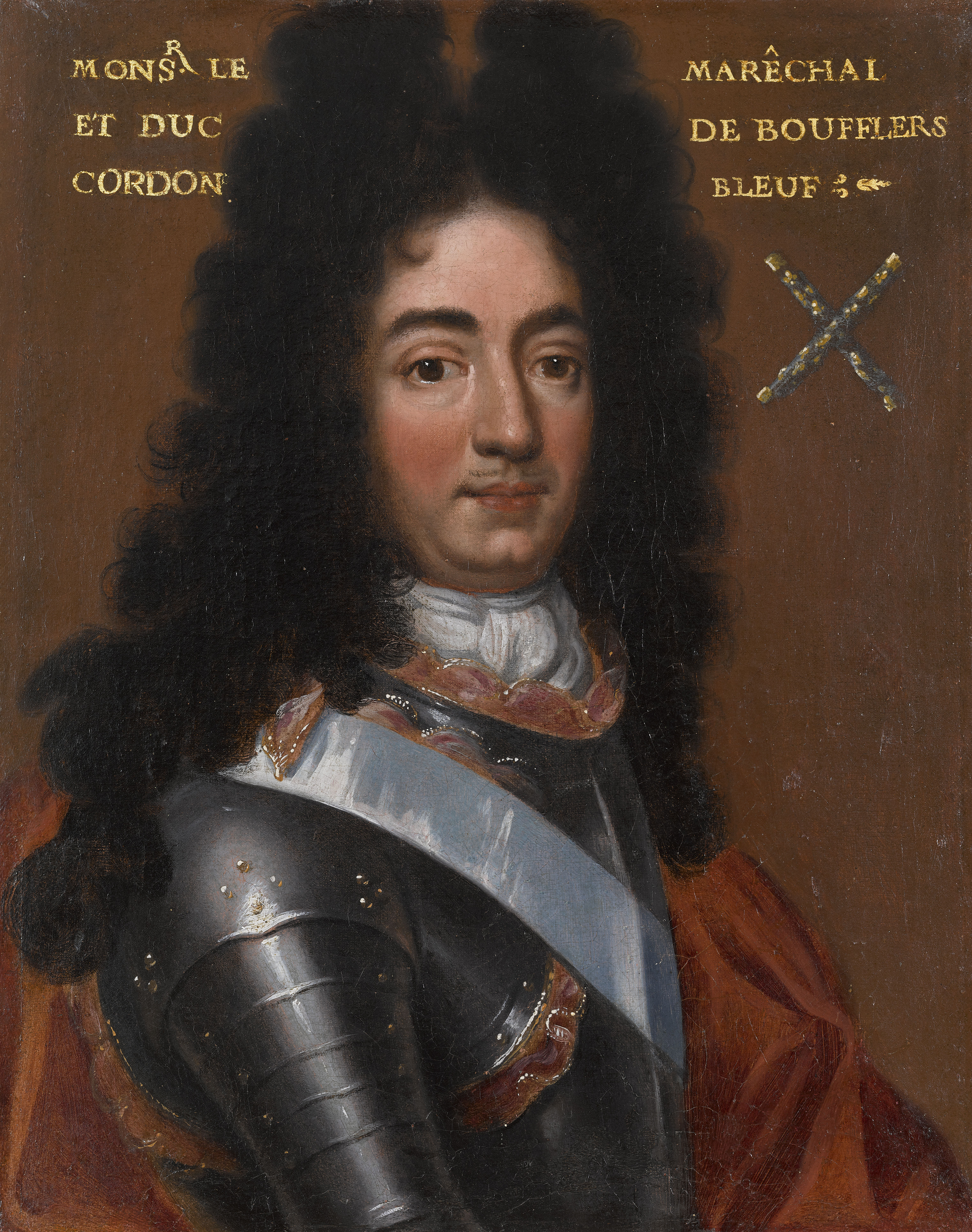
Louis François de Boufflers

Liderada pelo Duque de Wurttemberg, a guarda avançada de infantaria e os pioneiros aliados se posicionaram silenciosamente por volta das 5 horas da manhã perto dos acampamentos franceses. O dia começou bem para os aliados. Após um curto tiroteio, Wurttemberg conseguiu assumir o controle de uma colina e de uma floresta em frente a Steenkerke e então posicionou a sua artilharia, com a qual ele às 9 horas começou a bombardear metodicamente o inimigo.
No entanto, para o desagrado de Württemberg, levou a manhã toda até que o Tenente-General Hugh Mackay aparecesse com a infantaria da primeira coluna. Ele não sabia onde as outras duas colunas estavam naquele momento. Seja por azar ou má gestão, a cavalaria, que deveria seguir a infantaria, foi posicionada na frente da infantaria, atrás de Mackay e Wurttemberg, impedindo assim que a infantaria das colunas sob Henrique Casimir e sob o Conde de Solms alcançasse a linha de frente.
Enquanto isso, o Conde de Montal, comandante extremamente experiente da vanguarda francesa, rapidamente formou suas tropas. Guilherme de Orange considerou imprudente esperar mais e, apesar do atraso, da perda de surpresa e da ausência de 2 das 3 colunas, ordenou que Wurttemberg e Mackay finalmente começassem o ataque principal, por volta das 13 horas. Suas tropas capturaram as três primeiras linhas de trincheiras e chegaram muito perto de alcançar uma vitória impressionante. No entanto,  Montal segurou o ataque inicial dos aliados por tempo suficiente para permitir que Luxemburgo trouxesse sua força principal.
O desdobramento fragmentado do corpo principal aliado significou que pouca ou nenhuma tentativa foi feita para engajar o centro francês. Com suas tropas espalhadas pelas fortificações e sob enorme pressão dos franceses, Mackay pediu permissão a Guilherme para se retirar e se reorganizar. Ordenado a continuar o ataque, ele supostamente disse "A vontade do Senhor seja feita" e tomando seu lugar à frente de seu regimento foi morto com muitos de sua divisão. Mais de 8.000 dos 15.000 soldados aliados envolvidos foram mortos ou feridos, com cinco regimentos britânicos quase eliminados. Por volta das 18 horas, Guilherme decidiu cancelar o ataque. Württemberg se enfureceu com Jean Philippe Eugène de Mérode (futuramente o 5º Marquês de Westerloo), o jovem ajudante que veio dar a notícia, dizendo que ele teria sido capaz de expulsar os franceses de suas posições se a segunda e a terceira colunas tivessem aparecido, quando agora apenas 14.000 homens estavam à sua disposição. Mérode-Westerloo cavalgou de volta para o rei e mais tarde escreveu: Não consegui me conter de dizer ao rei que uma grande oportunidade havia sido perdida para derrotar os franceses. Ele sorriu sob seu grande chapéu, mas não disse nada.
Vendo uma oportunidade para uma vitória decisiva, Luxemburgo enviou as tropas de elite da Casa do Rei para um ataque frontal, reforçado por tropas de Enghien sob o comando de Louis François, duque de Boufflers. Contestando cada passo, o corpo de Wurttemberg mais os remanescentes das tropas da primeira coluna foram rechaçados. No entanto, o contra-ataque provou ser muito custoso para os franceses, pois as colunas de Henrique Casimir e do Conde de Solms finalmente alcançaram a orla da floresta e agora estavam entrando em combate. A batalha só terminou com a chegada da escuridão. Guilherme então ordenou que suas tropas recuassem para suas posições originais ao redor de Halle, cobertas por uma retaguarda sob o comando de Hendrik Van Nassau-Ouwerkerk. Os franceses rapidamente interromperam a perseguição, tendo sofrido perdas de cerca de 7.000 a 8.000 mortos ou feridos.

## Consequências
Ambos os lados poderiam reivindicar a vitória: os franceses por repelir o ataque aliado, mantendo sua posição e possivelmente frustrando um ataque a Namur, e os aliados por sangrar os narizes dos franceses e talvez impedi-los de avançar em direção a Liège. Após a batalha, os dois exércitos continuaram a se opor pelo resto do verão, mas nada significativo aconteceu antes de irem para os quartéis de inverno.
Durante a batalha, os aliados tinham a vantagem de maior poder de fogo. Os Aliados lutaram com os novos mosquetes pederneira enquanto os franceses ainda lutavam com os antigos mosquetes. Quando Luís XIV ouviu de seus generais que eles teriam perdido se o ataque aliado tivesse sido melhor coordenado, o rei imediatamente exigiu que sua infantaria fosse rearmada com o novo mosquete. No entanto, devido a problemas com os fabricantes e resistência dentro do corpo de oficiais francês, foram necessários vários anos até que todos os soldados de infantaria estivessem equipados com as novas armas.
Após a batalha, alguns políticos ingleses alegaram que suas pesadas perdas foram causadas não por incompetência, mas por um ato deliberado de Solms, e exigiram sua remoção. Essas alegações foram motivadas principalmente pelo sentimento anti-holandês e pela oposição à guerra dentro do Parlamento da Inglaterra, e não podem ser comprovadas. Confrontado com essas alegações quando retornou a Londres em outubro, Guilherme simplesmente concordou em considerá-las. Solms morreu devido aos ferimentos recebidos na Batalha de Landen, no ano seguinte.

## Gravata Steenkirk
Um artigo de vestimenta recebeu o nome da batalha. Uma "steenkirk" (também Steinquerque ou Stinquerque nas memórias de François-Timoléon de Choisy) era uma gravata de renda usada frouxamente ou negligentemente, com longas pontas de renda. De acordo com a L'Âge de Louis XIV de Voltaire, ela estava na moda após a Batalha de Steenkerque, onde os cavalheiros franceses tiveram que lutar com gravatas desarrumadas por conta da surpresa dos aliados.
A gravata Steenkirk foi um artigo popular na moda masculina e feminina na França por vários anos depois. Ela se espalhou da França para a Inglaterra, onde também era usado por mulheres e homens.

## Na cultura popular
Um romance em francês do jornalista e autor belga René Henoumont foi publicado em 1979 sob o título La maison dans le frêne (A casa no freixo), com o subtítulo explicativo ou la bataille de Steenkerque (ou a batalha de Steenkerque). A obra é organizada em 12 partes, correspondendo aos meses do ano. Cada parte contém entre 2 e 4 capítulos. O narrador e autor conta ao leitor sobre sua vida (principalmente autobiográfica) na vila de Steenkerque enquanto ele pondera sobre a vida, a natureza, a jardinagem e as guerras. Em seu diálogo silencioso com a natureza ao redor, as árvores se tornam os homens que outrora travaram guerras na vila belga.

## Links externos
- Media relacionados com Batalha de Steenkerque no Wikimedia Commons